# Gianfranco Frattini
Gianfranco Frattini (Padova, 15 maggio 1926 – Milano, 6 aprile 2004) è stato un architetto e designer italiano.

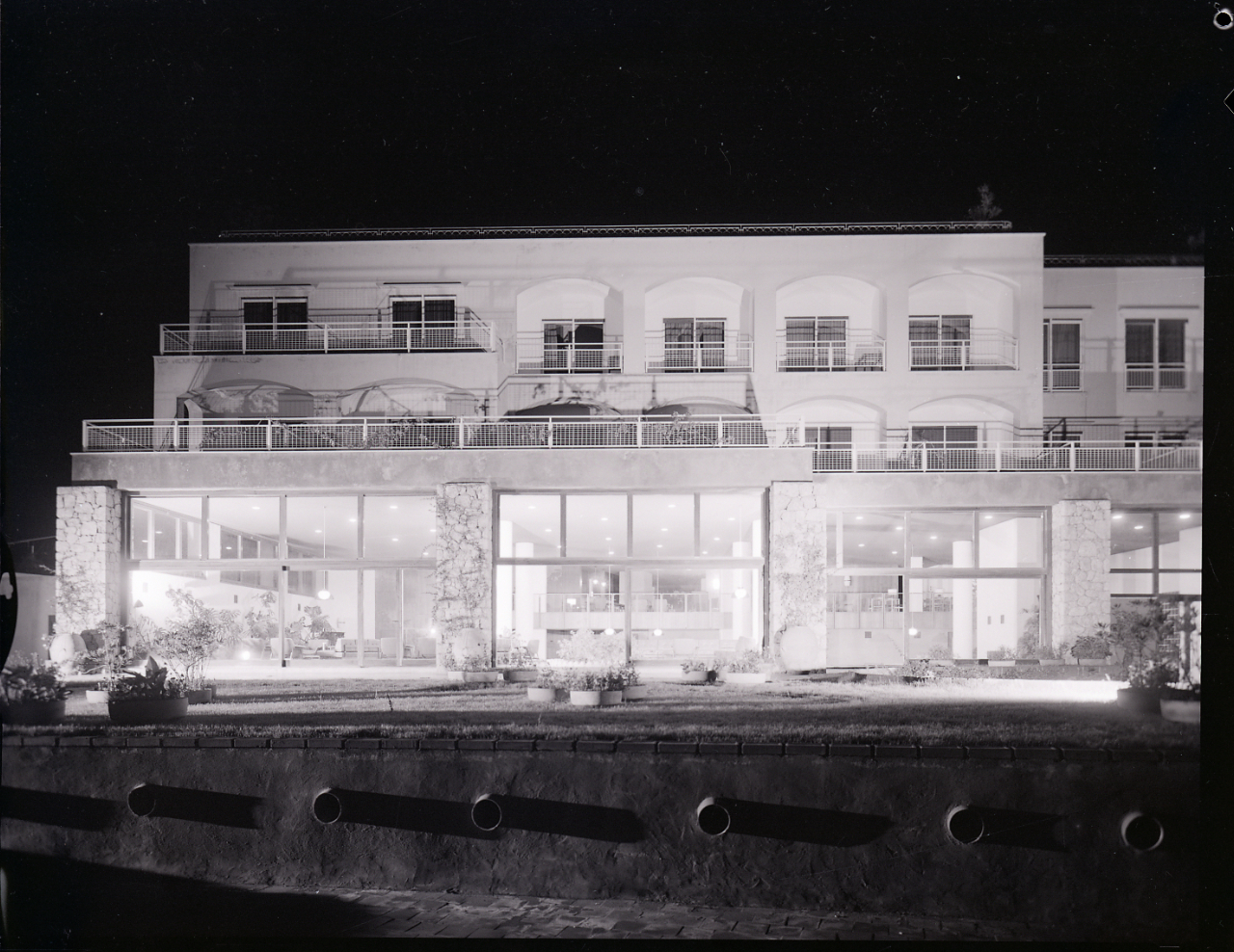
Hotel Europa Palace (Anacapri). Foto di Paolo Monti, 1963

Fa parte della generazione che ha costituito il movimento italiano di design alla fine degli anni cinquanta e durante gli anni sessanta.

## Biografia
Frattini si laureò in Architettura al Politecnico di Milano nel 1953.
Aprì il suo studio professionale a Milano, dopo aver lavorato nello studio del suo docente e mentore Gio Ponti. La sua collaborazione con Cesare Cassina per la sua omonima azienda iniziò nel 1954, seguita da collaborazioni con molti altri industriali, come Bernini, Arteluce, Acerbis, Fantoni, Artemide (per il quale, tra altri prodotti, disegnò con Livio Castiglioni la storica lampada Boalum), Luci, Knoll, Lema e molti altri. Nel 1956 cofondò l'Associazione per il Disegno Industriale e nel corso della sua carriera lavorò sia nel design industriale sia nell'architettura, focalizzandosi in particolare negli interni.
Fu membro del consiglio della Triennale di Milano. Grande conoscitore del legno artigianale, ha forgiato una lunga e fruttuosa collaborazione professionale con il maestro artigiano di Bovisio Masciago (Milano), Pierluigi Ghianda. Articoli in vetro disegnati da Frattini per Progetti sono nella collezione permanente del Museo di Arte Moderna e la lampada Boalum (progettata con Livio Castiglioni) prodotta da Artemide è nella collezione dello Smithsonian, al Cooper-Hewitt National Design Museum.
Morì a Milano il 6 aprile 2004.

Hotel Europa Palace (Anacapri). Foto di Paolo Monti, 1963.
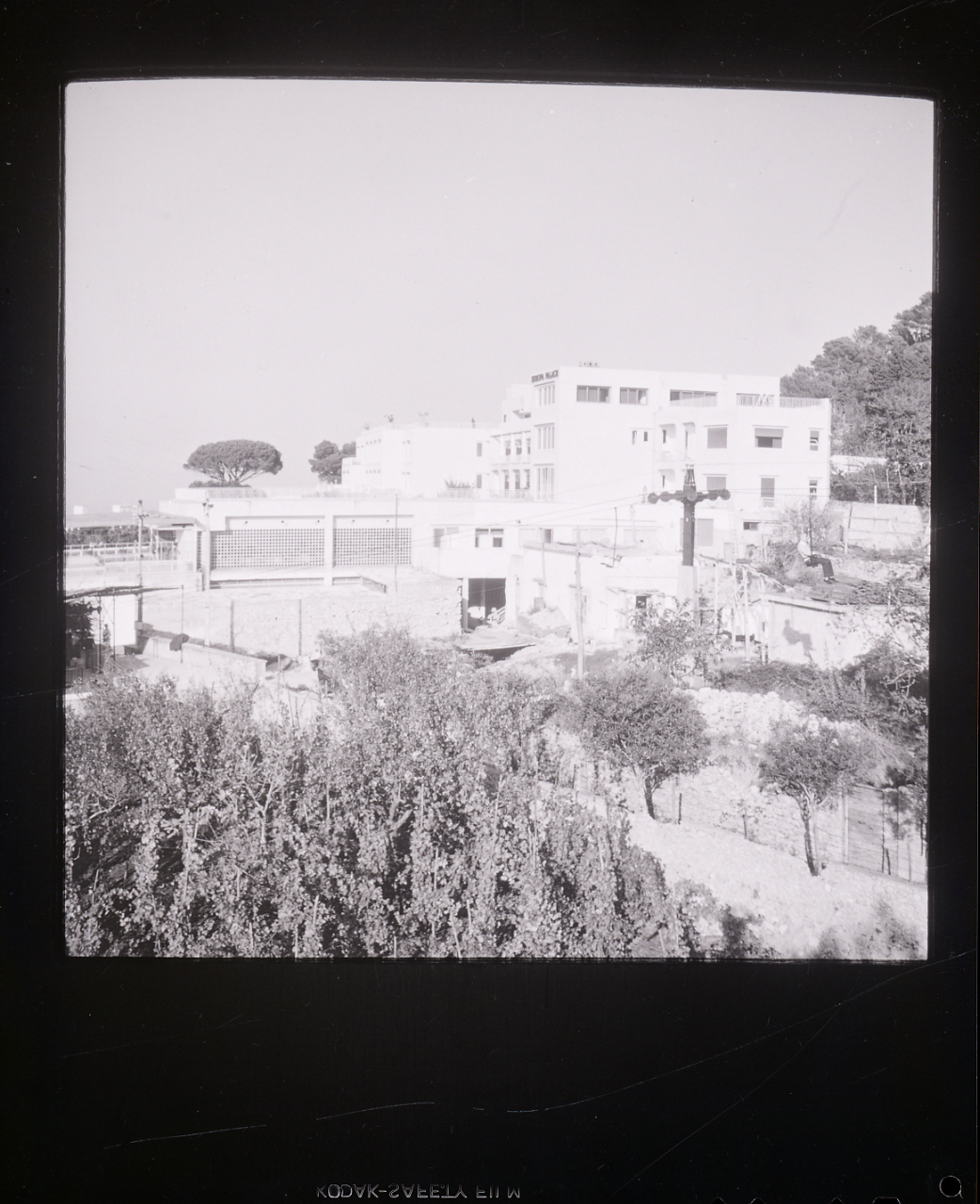
Esterni
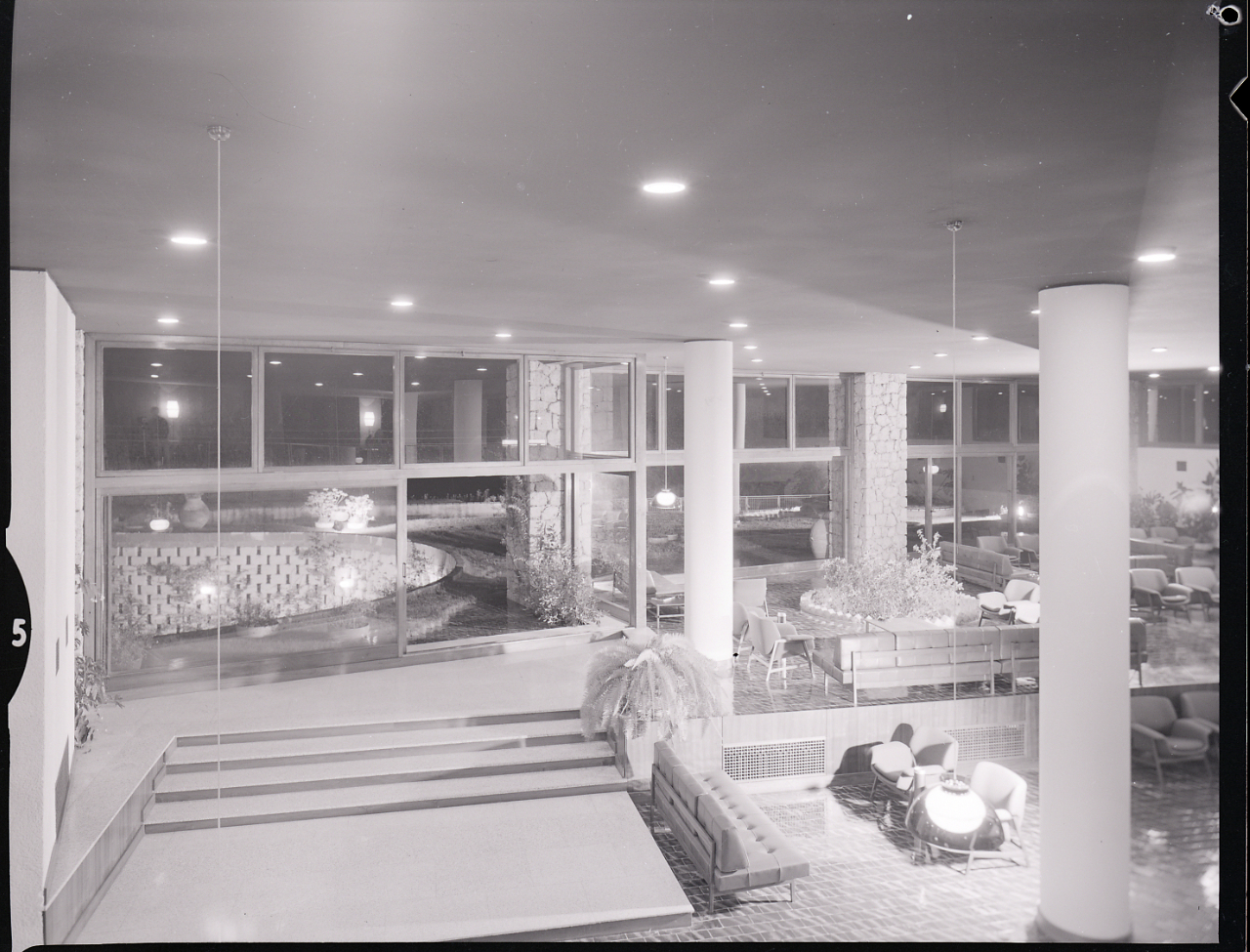
Atrio, reception, pianobar visti dal piano soppalcato
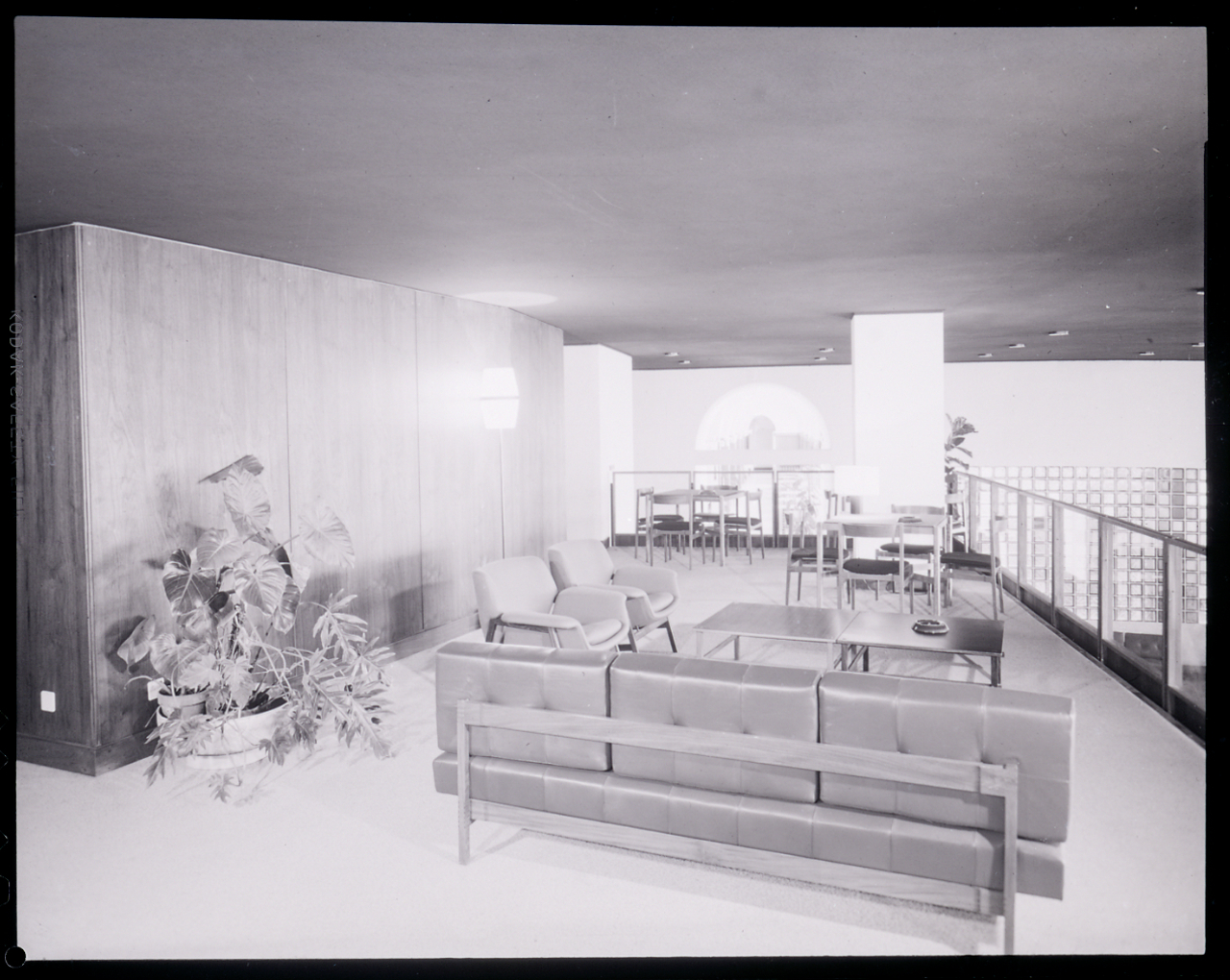
Piano soppalcato
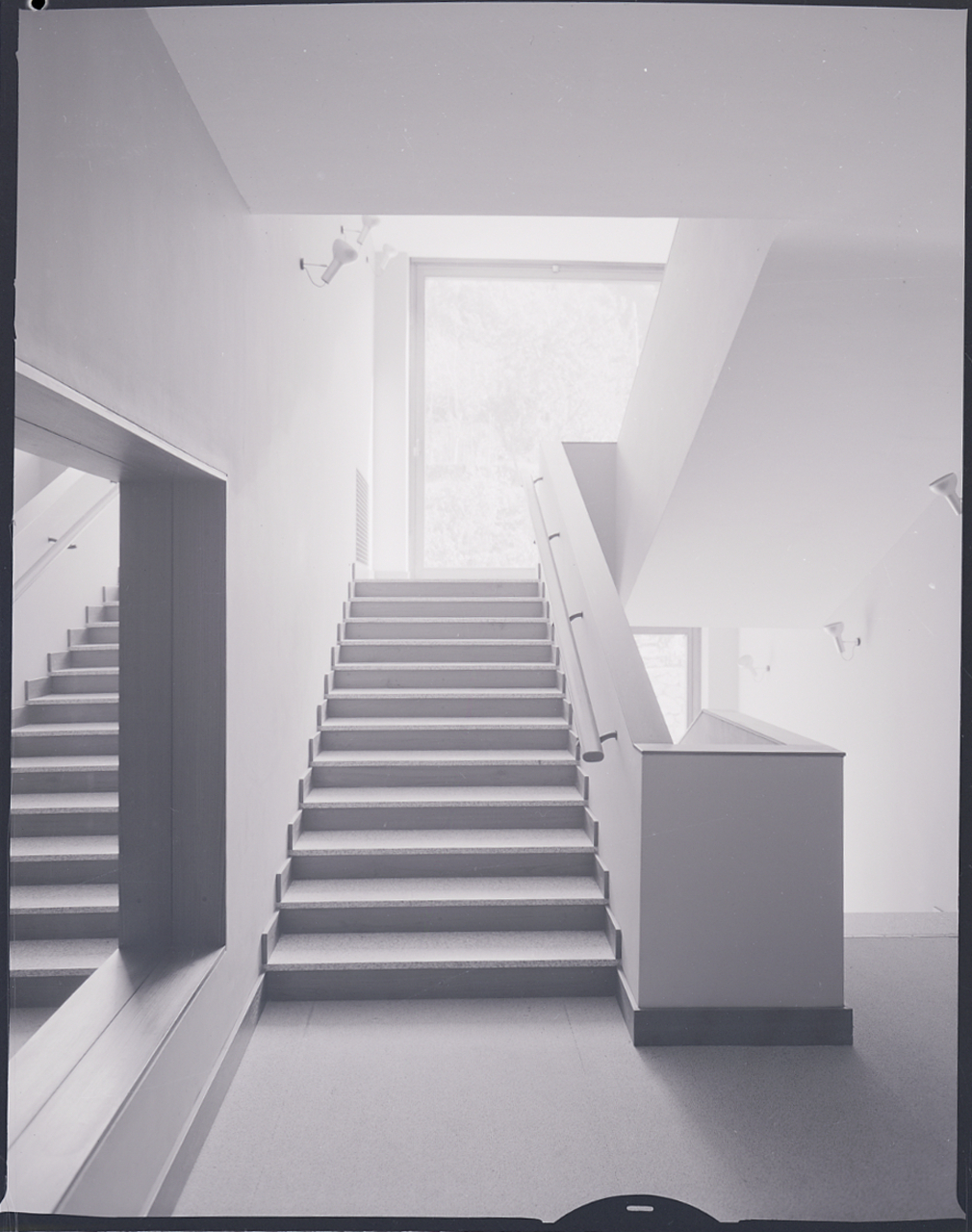
Scala
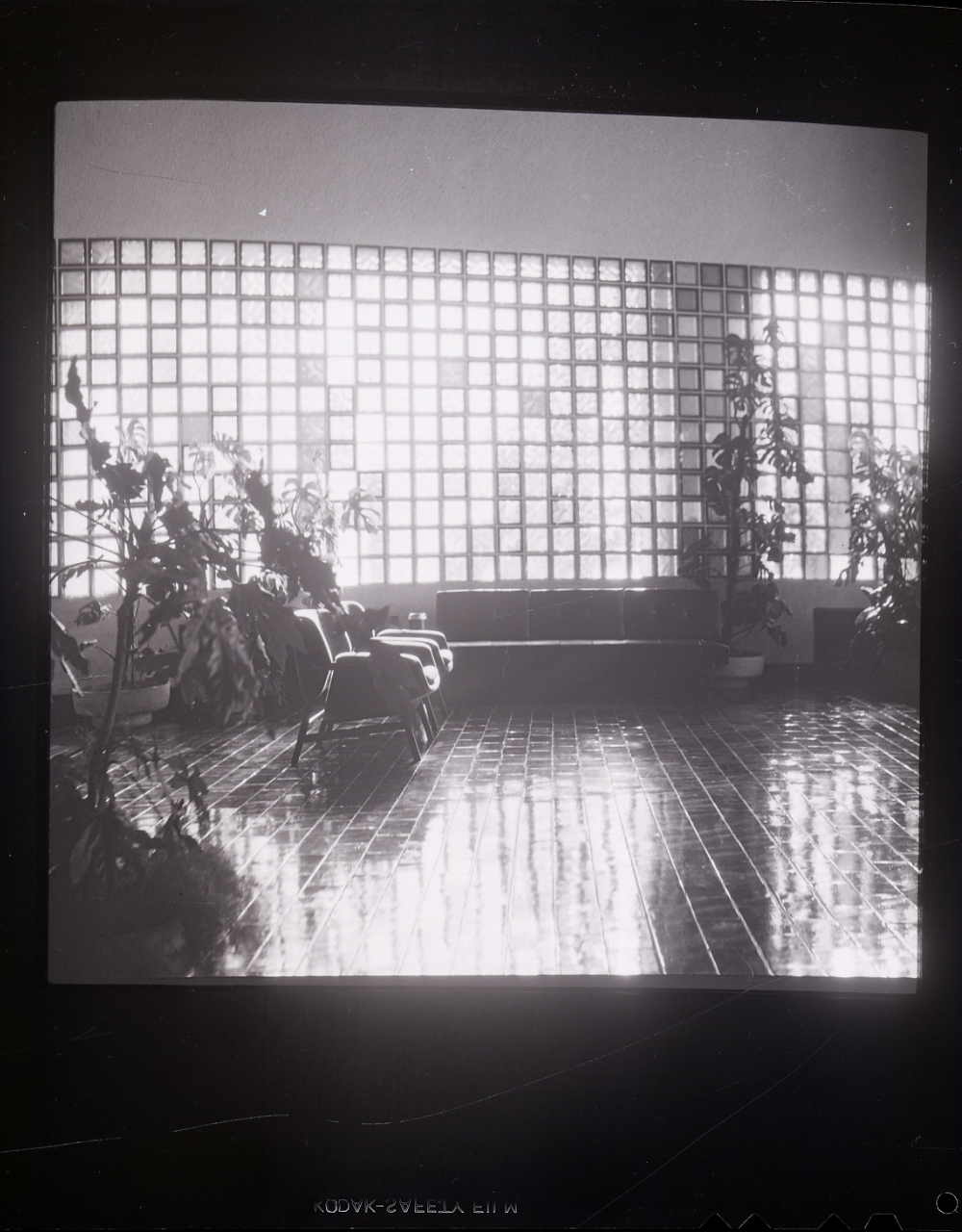
Interni